# Nebe počká
Nebe počká s podtitulem Písně Josefa Kainara (2004) je páté studiové album Karla Plíhala. Obsahuje 23 písniček, z nichž však pouze úvodní je Plíhalova, zbytek alba tvoří výběr z písňového díla Josefa Kainara. Karel Plíhal na albu zpívá a hraje na kytaru, v písních Imperial blues a Kučeravý listonoš hostuje s druhou kytarou Peter Binder. Pět písniček nazpívala Zuzana Navarová (Sedávám na domovních schodech, Harfy v nebi, Deštivý den, Švadlenka a Černá kára), tyto písničky jsou její poslední studiové nahrávky.
Pět písniček z tohoto alba již Karel Plíhal vydal v jiných verzích na starších albech: Děvče mi usnulo, Bázlivá, Imperial blues a Mrtvý vrabec na Takhle nějak to bylo… (1992) a Diga diga do na Kluzišti
(2000).

## Seznam písní
| Pořadí | Název                         | Délka |
| ------ | ----------------------------- | ----- |
| 1.     | Děvče mi usnulo               | 1:47  |
| 2.     | Bázlivá                       | 1:40  |
| 3.     | Trochu v hlavě mám            | 2:45  |
| 4.     | Miss Otis lituje              | 3:00  |
| 5.     | Já vrátím se zpátky           | 2:04  |
| 6.     | Sedávám na domovních schodech | 2:18  |
| 7.     | Mám křivej nos                | 1:10  |
| 8.     | Odcházím z domova             | 3:50  |
| 9.     | Harfy v nebi                  | 2:07  |
| 10.    | Železniční most               | 2:55  |
| 11.    | Peníze z nebe                 | 2:40  |
| 12.    | Pomalu plyne proud            | 2:16  |
| 13.    | Odjakživa mne to vábí         | 2:18  |
| 14.    | Blues o žízni                 | 2:35  |
| 15.    | Deštivý den                   | 1:44  |
| 16.    | Imperial blues                | 2:23  |
| 17.    | Švadlenka                     | 1:56  |
| 18.    | Mrtvý vrabec                  | 3:20  |
| 19.    | Starý muž                     | 2:00  |
| 20.    | Kučeravý listonoš             | 3:02  |
| 21.    | Černá kára                    | 2:42  |
| 22.    | Diga Diga Do                  | 2:04  |
| 23.    | Nebe počká                    | 3:16  |